# «Единая Россия» на региональных выборах

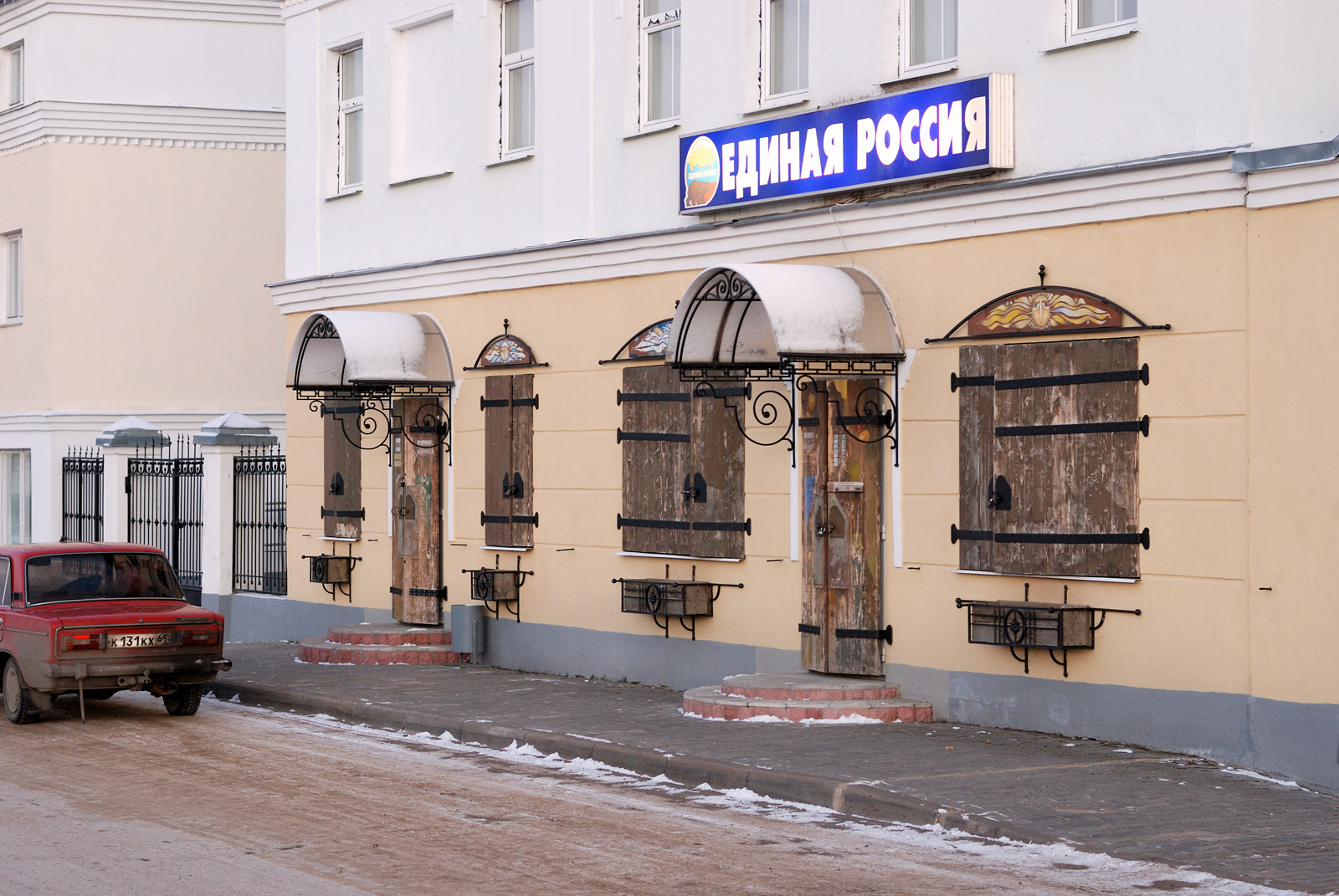
Офис «Единой России» в Торжке (Тверская область)

«Единая Россия» на региональных выборах
В данной статье представлены результаты участия в региональных выборах политической партии «Единая Россия».

## 2003—2004 годы
На губернаторских выборах в 2003—2004 гг. единоросы потерпели лишь три очевидных поражения: в Магаданской области 16 февраля 2003 независимый кандидат Николай Дудов выиграл у представителя «Единой России» Николая Карпенко; в Рязанской области 28 марта 2004 кандидат от «Родины» Георгий Шпак выиграл у члена «Единой России» Игоря Морозова; в Алтайском крае 4 апреля 2004 Михаил Евдокимов победил поддержанного единоросами губернатора Александра Сурикова.
По данным «Независимой газеты» и информационно-аналитического центра «Регион», опубликованным 28 октября 2004 г., на октябрь из 89 российских регионов «Единая Россия» имела подавляющее преимущество в 19, включая Пермскую область, Башкортостан и Татарстан, около половины мандатов — в 18 регионах, включая Москву, а в 35 регионах располагала менее, чем половиной мандатов.

## 2005 год
По данным руководства партии, по состоянию на октябрь 2005 г. в 47 регионах России партия имела более 50 % депутатских мандатов в местных парламентах, а ещё в 14 парламентах единороссы сформировали большинство.
| Субъект РФ                               | % «Единой России» по партийным спискам | Количество депутатов, избранных по партийным спискам «Единой России» | Общее количество депутатов, избираемых по партийным спискам |
| ---------------------------------------- | -------------------------------------- | -------------------------------------------------------------------- | ----------------------------------------------------------- |
| Агинский Бурятский автономный округ      | 68,73 %                                | 6                                                                    | 9                                                           |
| Амурская область                         | 16,6 %                                 | 3                                                                    | 18                                                          |
| Белгородская область                     | 52,75 %                                | 11                                                                   | 18                                                          |
| Владимирская область                     | 20,5 %                                 | 6                                                                    | 18                                                          |
| Воронежская область                      | 29,09 %                                | 11                                                                   | 28                                                          |
| Костромская область                      | 29,99 %                                | -/-                                                                  | -/-                                                         |
| Магаданская область                      | 28,89 %                                | 5                                                                    | 13                                                          |
| Москва                                   | 47,25 %                                | 13                                                                   | 20                                                          |
| Ненецкий автономный округ                | 23,55 %                                | 3                                                                    | 10                                                          |
| Новосибирская область                    | 33,12 %                                | 19                                                                   | 49                                                          |
| Рязанская область                        | 22,2 %                                 | 5                                                                    | 15                                                          |
| Таймырский автономный округ              | 31.16 %                                | 3                                                                    | 7                                                           |
| Тамбовская область                       | 40,52 %                                | 14                                                                   | 25                                                          |
| Тверская область                         | 33,23 %                                | 7                                                                    | 17                                                          |
| Хабаровский край                         | 40,99 %                                | 7                                                                    | 13                                                          |
| Челябинская область                      | 51,98 %                                | 19                                                                   | 30                                                          |
| Чеченская Республика — Народное Собрание | 60,65 %                                | 14                                                                   | 20                                                          |
| Чеченская Республика — Совет Республики  | -/-                                    | 9                                                                    | 18                                                          |
| Чукотский автономный округ               | 69,21 %                                | 5                                                                    | 6                                                           |
| Ямало-Ненецкий автономный округ          | 59,23 %                                | 8                                                                    | 11                                                          |

С начала 2005 ни одна из 33 кандидатур на посты руководителей регионов, предлагавшихся президентом России, не была отвергнута местными парламентами — даже в тех случаях, когда депутаты от «Единой России» в том или ином регионе имели свою собственную кандидатуру. В 2005 году в ряды партии «Единая Россия» вступили 15 действовавших (на тот период) руководителей субъектов федерации, включая Амана Тулеева, бывшего спикера верхней палаты парламента Егора Строева и Бориса Громова. Ещё 8 членов «Единой России», включая Валерия Шанцева в 2005 году были назначены губернаторами.

### Выборы в Мосгордуму
4 декабря 2005 состоялись выборы в Московскую городскую думу.
Первое место в голосовании по партийным спискам заняла «Единая Россия», получившая 47,25 % голосов (13 мест). 10-процентный барьер преодолели ещё две партии — КПРФ (16,75 %, 4 места) и «Объединённые демократы», участвовавшие в выборах под эгидой партии «Яблоко» (11,11 %, 3 места). Представители «Единой России» также победили во всех 15 одномандатных округах. Таким образом, партия получила в Мосгордуме 28 мест из 35. Список «Единой России» возглавлял Юрий Лужков, который помог партии улучшить результаты в Москве по сравнению с думскими выборами 2003 (в декабре 2003 партия получила 34,44 % голосов).

## 2006 год
Весной 2006 года «единороссы» победили на всех выборах в региональные парламенты. Перед местными отделениями ставилась задача получать не менее 40 % — 50 % мест.
| Субъект РФ                                            | % «Единой России» по партийным спискам | Число мандатов (с учётом одномандатных округов) | Общее число мандатов (с учётом одномандатных округов) |
| ----------------------------------------------------- | -------------------------------------- | ----------------------------------------------- | ----------------------------------------------------- |
| Республика Адыгея                                     | 33,74 %                                | 12                                              | 27                                                    |
| Республика Алтай                                      | 27,2 %                                 | 8                                               | 21                                                    |
| Астраханская область                                  | 38,73 %                                | 15                                              | 29                                                    |
| Еврейская автономная область                          | 55,32 %                                | 5                                               | 8                                                     |
| Калининградская область                               | 34,12 %                                | 9                                               | 20                                                    |
| Республика Карелия                                    | 38,92 %                                | 11                                              | 25                                                    |
| Кировская область                                     | 28,54 %                                | 10                                              | 27                                                    |
| Курская область                                       | 37,36 %                                | 15                                              | 23                                                    |
| Липецкая область                                      | 50,65 %                                | 17                                              | 28                                                    |
| Нижегородская область                                 | 43,91 %                                | 13                                              | 25                                                    |
| Новгородская область                                  | 43,75 %                                | 7                                               | 13                                                    |
| Оренбургская область                                  | 40,44 %                                | 12                                              | 24                                                    |
| Пермский край                                         | 34,56 %                                | 12                                              | 30                                                    |
| Приморский край                                       | 48,27 %                                | 13                                              | 20                                                    |
| Свердловская область                                  | 40,54 %                                | 7                                               | 14                                                    |
| Республика Тыва                                       | 46,38 %                                | 9                                               | 16                                                    |
| Ханты-Мансийский автономный округ — Народное Собрание | 54,63 %                                | 9                                               | 14                                                    |
| Республика Чувашия                                    | 51,89 %                                | 15                                              | 22                                                    |

## 2007 год
| Субъект РФ                        | Результаты на выборах в Государственную Думу России в декабре 2003 года, % | Результаты на региональных выборах в 2007 году, % |
| --------------------------------- | -------------------------------------------------------------------------- | ------------------------------------------------- |
| Республика Бурятия                | 34,70 %                                                                    | 62,87 %                                           |
| Республика Дагестан               | 65,69 %                                                                    | 63,67 %                                           |
| Республика Мордовия               | 76,05 %                                                                    | 90,41 %                                           |
| Республика Северная Осетия-Алания | 51,02 %                                                                    | 60,71 %                                           |
| Республика Удмуртия               | 42,14 %                                                                    | 55,95 %                                           |
| Камчатский край                   | -                                                                          | 62,89 %                                           |
| Красноярский край                 | -                                                                          | 42,52 %                                           |
| Ставропольский край               | 32,01 %                                                                    | 23,87 %                                           |
| Республика Коми                   | 32,95 %                                                                    | 36,18 %                                           |
| Вологодская область               | 38,94 %                                                                    | 41,90 %                                           |
| Ленинградская область             | 38,10 %                                                                    | 35,24 %                                           |
| Московская область                | 33,85 %                                                                    | 49,57 %                                           |
| Мурманская область                | 39,19 %                                                                    | 42,19 %                                           |
| Омская область                    | 32,74 %                                                                    | 55,65 %                                           |
| Орловская область                 | 44,62 %                                                                    | 39,02 %                                           |
| Пензенская область                | 45,15 %                                                                    | 67,62 %                                           |
| Псковская область                 | 37,14 %                                                                    | 45,42 %                                           |
| Самарская область                 | 32,58 %                                                                    | 33,54 %                                           |
| Саратовская область               | 44,32 %                                                                    | 60,78 %                                           |
| Смоленская область                | 37,25 %                                                                    | 51,27 %                                           |
| Томская область                   | 34,03 %                                                                    | 46,79 %                                           |
| Тюменская область                 | 49,66 %                                                                    | 65,89 %                                           |
| Санкт-Петербург                   | 30,67 %                                                                    | 37,37 %                                           |

## 2008 год
Представители «Единой России» одержали победу по партийным спискам во всех регионах, где проводились выборы.
| Субъект РФ               | % «Единой России» по партийным спискам | Число мандатов (с учётом одномандатных округов) | Общее число мандатов (с учётом одномандатных округов) |
| ------------------------ | -------------------------------------- | ----------------------------------------------- | ----------------------------------------------------- |
| Алтайский край           | 53,44 %                                | 18                                              | 31                                                    |
| Амурская область         | 62,43 %                                | 25                                              | 36                                                    |
| Республика Башкортостан  | 85,77 %                                | 55                                              | 60                                                    |
| Забайкальский край       | 54,81 %                                | 14                                              | 25                                                    |
| Ивановская область       | 60,30 %                                | 15                                              | 24                                                    |
| Республика Ингушетия     | 74,09 %                                | 20                                              | 27                                                    |
| Иркутская область        | 49,45 %                                | 15                                              | 25                                                    |
| Республика Калмыкия      | 54,58 %                                | 17                                              | 27                                                    |
| Ростовская область       | 71,88 %                                | 20                                              | 25                                                    |
| Республика Саха (Якутия) | 51,8 %                                 | 20                                              | 35                                                    |
| Сахалинская область      | 55,27 %                                | 9                                               | 14                                                    |
| Свердловская область     | 58,43 %                                | 10                                              | 14                                                    |
| Ульяновская область      | 66,36 %                                | 10                                              | 15                                                    |
| Чеченская Республика     | 88,4 %                                 | 37                                              | 41                                                    |
| Ярославская область      | 50,02 %                                | 15                                              | 25                                                    |

## 2009 год
Региональные выборы в России в 2009 году прошли 1 марта в 79 субъектах Российской Федерации. Всего состоялось более 3 тысяч выборов различного уровня и местных референдумов. В девяти субъектах федерации проходили выборы депутатов законодательных собраний. В октябрьских региональных выборах 2009 года приняли участие все семь политических партий. Было выдвинуто 94 348 кандидатур. Из них зарегистрировано 93 %, то есть 87 721 человек. Не было зарегистрировано 7 % кандидатов — чуть больше, чем 6500 человек. При этом «Единая Россия» получила больше всего отказов в регистрации кандидатов(незарегистрированных кандидатов на муниципальных выборах от «Единой России» — 5,5 % от всех её выдвинутых лиц; у «Справедливой России» и КПРФ по 3,5 % отказов).
Большинство мандатов разыгрывалась между «Единой Россией» и беспартийными. Общее число разыгрываемых мандатов составляло 42 727 штук. «Единая Россия» выставила кандидатов на 91,5 % мандатов в органы власти различного уровня (более 39 тысяч кандидатов), КПРФ претендовала всего на 11,7 % мандатов (чуть больше 4 тысяч кандидатов). В свою очередь, «Справедливая Россия» выставила менее 4 тысяч кандидатов, закрыв 9,1 % мандатов, а ЛДПР и того меньше — 8,27 % (чуть больше, чем 3,5 тысячи кандидатов).
Произошло снижение досрочного голосования; так, в Москве досрочно проголосовало менее 1 % избирателей.
По итогам голосования в большинстве регионов победу одержала «Единая Россия», второе место заняла КПРФ.
| Субъект РФ                      | % «Единой России» по партийным спискам | Число мандатов (с учётом одномандатных округов) | Общее число мандатов (с учётом одномандатных округов) |
| ------------------------------- | -------------------------------------- | ----------------------------------------------- | ----------------------------------------------------- |
| Архангельская область           | 51,85 %                                | 19                                              | 31                                                    |
| Брянская область                | 53,89 %                                | 19                                              | 30                                                    |
| Владимирская область            | 51,27 %                                | 11                                              | 19                                                    |
| Волгоградская область           | 49,44 %                                | 12                                              | 20                                                    |
| Кабардино-Балкарская республика | 72,29 %                                | 52                                              | 72                                                    |
| Карачаево-Черкесская республика | 69,61 %                                | 48                                              | 73                                                    |
| Москва                          | 66,26 %                                | 32                                              | 35                                                    |
| Ненецкий автономный округ       | 42,46 %                                | 6                                               | 11                                                    |
| Республика Марий Эл             | 64,55 %                                | 19                                              | 26                                                    |
| Республика Татарстан            | 79,31 %                                | 44                                              | 50                                                    |
| Тульская область                | 55,40 %                                | 31                                              | 48                                                    |
| Республика Хакасия              | 79,31 %                                | 22                                              | 38                                                    |

В ходе выборов были зафиксированы отдельные факты нарушений. По итогам выборов, в Центральную избирательную комиссию поступило менее 500 жалоб (часть из них от партии «Единая Россия»). Подтвердились по итогам проверки лишь 40 жалоб. По утверждению руководителя исполкома московской организации «Единой России» Виктора Селиверстова, оппозиционные партии не представили доказательств нарушений потому, что в день выборов массово пренебрегли своими обязанностями. По его данным, из обеспечивавших сопровождение выборов по столице примерно 40 тысяч человек, «на избирательных участках не присутствовали 2639 представителей „Справедливой России“, 3551 представителей ЛДПР, 3125 человек от партии КПРФ и 3774 — от „Яблока“.»
Политолог Павел Данилин считает, что «оппозиция пустилась на акции политического шантажа, попытались заблокировать работу Госдумы, не располагая никакими доказательствами того, что на выборах были допущены какие бы то ни было нарушения! … Де-факто оппозиция предложила заменить систему демократического волеизъявления на произвольную систему назначения победителя в соответствии с тем, насколько громко той или иной партии удастся крикнуть о своей победе».
Математик Сергей Шпилькин статистическими методами проанализировал результаты выборов, в том числе итоги 2009 года в Москве и выяснил что явка избирателей не соответствует ожидаемому в этом случае нормальному распределению, причём явка избирателей за Единую Россию, в отличие от остальных партий, не похожа, по мнению автора, ни на что разумное. Автор попытался оценить аномалии количественно и скорректировать официальные итоги выборов, в результате чего, по расчетам Шпилькина, явка упала 35,37 % до 22,0 %, а результат «Единой России» с 66,24 % до 45,95 %.

## 2010 год
Единороссы сохранили большинство во всех регионах, где проводились выборы, показав относительно невысокий результат на довыборах в Свердловской области.
| Субъект РФ                      | % «Единой России» по партийным спискам | Число мандатов (с учётом одномандатных округов) | Общее число мандатов (с учётом одномандатных округов) |
| ------------------------------- | -------------------------------------- | ----------------------------------------------- | ----------------------------------------------------- |
| Республика Алтай                | 44,43 %                                | 23                                              | 41                                                    |
| Белгородская область            | 66,2 %                                 | 12                                              | 17                                                    |
| Воронежская область             | 62,54 %                                | 48                                              | 56                                                    |
| Калужская область               | 53,45 %                                | 22                                              | 40                                                    |
| Костромская область             | 50,00 %                                | 10                                              | 18                                                    |
| Курганская область              | 41,23 %                                | 22                                              | 34                                                    |
| Магаданская область             | 52,8 %                                 | 7                                               | 11                                                    |
| Новосибирская область           | 44,8 %                                 | 18                                              | 38                                                    |
| Рязанская область               | 50,58 %                                | 25                                              | 36                                                    |
| Свердловская область            | 39,79 %                                | 16                                              | 28                                                    |
| Республика Тыва                 | 77,4 %                                 | 14                                              | 16                                                    |
| Хабаровский край                | 47,93 %                                | 18                                              | 26                                                    |
| Челябинская область             | 55,7 %                                 | 19                                              | 30                                                    |
| Ямало-Ненецкий автономный округ | 64,76 %                                | 18                                              | 22                                                    |

По данным на 28 сентября 2010 года, в партии «Единая Россия» состоят 75 из 83 глав субъектов федерации.

## 2011 год
В законодательных собраниях всех регионов, где проводились выборы, «Единая Россия» сохранила статус правящей партии. В Кировской области, Калининградской области и Тверской области результат единороссов оказался ниже среднего по стране, хотя и выше показателя предыдущих выборов.
| Субъект РФ                        | % «Единой России» по партийным спискам | Число мандатов (с учётом одномандатных округов) | Общее число мандатов (с учётом одномандатных округов) |
| --------------------------------- | -------------------------------------- | ----------------------------------------------- | ----------------------------------------------------- |
| Республика Адыгея                 | 58 %                                   | 17                                              | 27                                                    |
| Республика Дагестан               | 65,2 %                                 | 62                                              | 90                                                    |
| Калининградская область           | 40,8 %                                 | 9                                               | 20                                                    |
| Республика Коми                   | 50,5 %                                 | 10                                              | 15                                                    |
| Кировская область                 | 36,7 %                                 | 10                                              | 27                                                    |
| Курская область                   | 44,8 %                                 | 12                                              | 23                                                    |
| Нижегородская область             | 43 %                                   | 11                                              | 25                                                    |
| Оренбургская область              | 41,5 %                                 | 11                                              | 24                                                    |
| Тамбовская область                | 65,1 %                                 | 19                                              | 25                                                    |
| Тверская область                  | 39,8 %                                 | 9                                               | 20                                                    |
| Ханты-Мансийский автономный округ | 44,1 %                                 | 9                                               | 18                                                    |
| Чукотский автономный округ        | 71,2 %                                 | 4                                               | 6                                                     |